# 蒂博尔·普莱斯
提波爾·派萊斯（德語：Tibor Pleiß，1989年11月2日—），德國籃球運動員。他曾效力於NBA球隊猶他爵士。他也是德國國家籃球隊的一員。